# Stenocerus
Stenocerus är ett släkte av skalbaggar. Stenocerus ingår i familjen plattnosbaggar.

## Dottertaxa tillStenocerus, i alfabetisk ordning[1]
- Stenocerus amazonae
- Stenocerus anatinus
- Stenocerus angulicollis
- Stenocerus aspis
- Stenocerus blanchardi
- Stenocerus brunnescens
- Stenocerus collaris
- Stenocerus frontalis
- Stenocerus fulvitarsis
- Stenocerus garnotii
- Stenocerus longulus
- Stenocerus mexicanus
- Stenocerus migratorius
- Stenocerus nigritasis
- Stenocerus nigrotesselatus
- Stenocerus nigrotessellatus
- Stenocerus nubifer
- Stenocerus paraguayensis
- Stenocerus platalea
- Stenocerus sigillatus
- Stenocerus tessellatus
- Stenocerus testudo
- Stenocerus tuberculosus
- Stenocerus variegatus
- Stenocerus varipes
- Stenocerus velatus
- Stenocerus verticalis